# Noël Coward
Sir Noël Coward (Teddington, 1899. december 16. – Blue Harbor, 1973. március 26.) angol színműíró, forgatókönyvíró, színész, színházi rendező, zeneszerző, színházi producer.

## Életpályája
Szülei Arthur Sabin Coward (1856–1937) és Violet Agnes Coward (1863–1954) voltak. 1911-ben a Little Theatre színpadán mutatkozott be egy gyermekdarabban. 1911–1917 között különböző társulatoknál szerepelt; 1911–1912 között a Garrick Theatre; 1912-ben a Savoy Theatre; 1913-ban a Liverpool Repertory Theatre; 1916-ban a Prince of Wales's Theatre tagja volt. Az 1910-es évek végén kezdett filmezni. Mint színpadi szerző 1920-ban tartotta első premierjét. 1937-ben megjelent kétkötetes önéletrajza (Present indicative, Future indefinite); kiadták dalait is.

## Színházi művei
- Sirocco (1927)
- A márkiné (1939)
- Vidám kísértet (Blithe Spirit) (1947, 1971, 1982, 1986, 1989, 1992–1993, 1995, 1997–2000, 2004–2006)
- Akt, hegedűvel (1966, 2003)
- Alkonyi dal (1983)
- Magánélet (1984, 1993, 2014)
- Szénaláz (1988)
- Forgószínpad (1991, 2002, 2008)
- Magánügyek (2003)
- Ne Nevess korán (2005)

## Filmjei

### Forgatókönyvíróként
- Könnyed erkölcsök (1928, 2008)
- Magánéletek (Private Lives) (1931)
- Kavalkád (1933)
- Mindkettőt szeretem (1933)
- Keserédes (Bitter Sweet) (1933)
- Táncolni voltunk (We Were Dancing) (1942)
- Rendületlenül (1942)
- Egy boldog emberöltő (1944)
- Vidám kísértet (1945–1948)
- Késői találkozás (1945, 1974)
- A megdöbbent szív (The Astonished Heart) (1950)
- Grande Teatro Tupi (1952–1957)
- ITV Play of the Week (1959–1967)
- Estudio 1 (1968–1982)
- A márkiné (1980)
- BBC2 Playhouse (1981–1982)
- Vérbeli sztár (1985)
- Mrs. Capper születésnapja (1985)
- Jó utat! (1985)
- Az Edgehill házaspár (1985)
- Földi kacaj (1986)
- Frigy vagy nem frigy? (2000)

### Filmzenéi
- Kavalkád (1933)
- Keserédes (Bitter Sweet) (1933–1940)
- Másutt a fű zöldebb (1960)
- A csodatévő (1969)
- Az ükhadsereg (1970)
- The Muppet Show (1978–1979)
- Utazó koporsó (1984)
- Halló, halló! (1987)
- Tíz kicsi indián (1989)
- Bűnök és vétkek (1989)
- Hamlet, vagy amit akartok (1995)
- James és az óriásbarack (1996)
- Láger az édenkertben (1997)
- A szerelem filozófiája (1998)
- Fiatalság, bolondság (2003)
- Csodálatos Júlia (2004)
- Bor, mámor, Provence (2006)
- Könnyed erkölcsök (2008)
- Döglött akták (2009)

### Színészként
- Virág a romok között (1918)
- A csirkefogó (The Scoundrel) (1935)
- A férfiak nem istenek (1936)
- Rendületlenül (1942)
- Vidám kísértet (1945)
- A megdöbbent szív (The Astonished Heart) (1950)
- 80 nap alatt a Föld körül (1956)
- Havannai emberünk (1959)
- Meglepő csomag (Surprise Package) (1960)
- A lány, aki ellopta az Eiffel-tornyot (1964)
- Bunny Lake hiányzik (1965)
- Az olasz munka (1969)

## Díjai
- Életműdíj (Oscar-díj) (1943)

## Emlékezete
A Csengetett, Mylord? című brit szituációs komédia második évadának hetedik részében (Royal Flush) megjelenik Noël Coward, akit Guy Siner testesít meg.